# Compagni di viaggio (film 1950)
Compagni di viaggio (All a Bir-r-r-d) è un film del 1950 diretto da Friz Freleng. È un cortometraggio d'animazione della serie Looney Tunes, distribuito negli Stati Uniti il 24 giugno 1950.

## Trama
Titti viene lasciato dalla sua padrona nel vagone bagagli di un treno. Lì si trova anche Silvestro, che durante il viaggio tenta a più riprese di catturare il canarino dovendosi però scontrare prima con il capotreno e successivamente con Ettore. Tutti i suoi tentativi quindi falliscono, finché non rimane a terra durante uno scontro con il cane. All'arrivo del treno alla stazione di Gower Gulch, la gabbia di Titti viene ritirata da Silvestro che si è travestito come la padrona dell'uccellino. Entrato in un taxi, però, il gatto scopre che nella gabbia c'è Ettore che inizia a malmenarlo, mentre Titti continua il suo viaggio in treno poiché la sua destinazione è Pasadena.

## Distribuzione

### Edizione italiana
Il corto fu distribuito in Italia il 30 novembre 1966 nel programma Miao, miao... arriba, arriba!. Il doppiaggio fu eseguito dalla S.A.S., e nei dialoghi fu cambiata la battuta finale di Titti rimuovendo il riferimento alla sua destinazione e accennando invece al fatto che il cortometraggio era l'ultimo del programma. Negli anni ottanta il corto fu ridoppiato per la televisione dalla Effe Elle Due sotto la direzione di Franco Latini su dialoghi di Maria Pinto; in questa edizione, utilizzata anche nel DVD Tweety & Silvestro, la battuta finale di Titti fu cambiata completamente. Nel 1999, sempre per la trasmissione televisiva, il film fu ridoppiato una seconda volta dalla Time Out Cin.ca sotto la direzione di Massimo Giuliani su dialoghi più corretti di Raffaella Pepitoni; in questa edizione, a differenza delle due precedenti, fu doppiata anche la canzone di Titti.

### Edizioni home video

#### VHS
America del Nord
- Sylvester and Tweety: The Best Yeows of Our Lives (12 agosto 1992)

Italia
- Miao... miao... Arriba, arriba!!!, 2ª parte (1987)[5]
- Silvestro n. 1 (ottobre 1990)

#### Laserdisc
- Sylvester & Tweety's Bad Ol' Putty Tat Blues (1994)

#### DVD
Il corto fu pubblicato in DVD-Video in America del Nord nel terzo disco della raccolta Looney Tunes Golden Collection: Volume 2 (intitolato Tweety and Sylvester and Friends) distribuita il 2 novembre 2004; il DVD fu pubblicato in Italia il 16 marzo 2005 nella collana Looney Tunes Collection, col titolo Titti e Silvestro. In America del Nord fu inserito anche nel primo disco della raccolta DVD Looney Tunes Spotlight Collection Volume 2, uscita il 2 novembre 2004. In Italia fu invece incluso nel DVD Il tuo simpatico amico Tweety uscito il 9 settembre 2009. Fu infine incluso nel DVD Tweety & Silvestro della collana Looney Tunes Super Stars, uscito in America del Nord il 30 novembre 2010 e in Italia l'8 dicembre.